# Cuphea curiosa
Cuphea curiosa är en fackelblomsväxtart som beskrevs av A. Lourteig. Cuphea curiosa ingår i släktet blossblommor, och familjen fackelblomsväxter. Utöver nominatformen finns också underarten C. c. oresbia.